# Skärsnultra
Skärsnultra (Symphodus melops) är en fiskart av familjen läppfiskar som finns längs med Europas och Västafrikas kuster. 

## Utseende
Skärsnultrans utseende varierar, både mellan olika individer och mellan könen. Honan är oftast gul och brun, hanen grön och blå. Det förekommer också att honan är mer enfärgat brun, men med gulare färg på huvudet, och att även hanen har ett inslag av brunt i sin mer färgrika teckning. Båda könen har en svart fläck just bakom ögat, och en på stjärtroten. I samband med parningen utvecklar honan ett kort äggläggningsrör. Längden är omkring 20 cm, men kan nå upp till 28 cm. Maximala vikten kan nå upp till 1 kg.

## Vanor
Skärsnultran är en revirhävdande bottenfisk som lever på bottnar med en blandning av sand och sten på ett djup ner till 30 m. Den föredrar kustvatten och rev. Födan består av maskar, blötdjur, kräftdjur, hydror och mossdjur.Livslängden är upp till 9 år.

### Fortplantning
Lektiden infaller under sommaren, då hanen bygger ett tångbo bland stenar eller i skrevor. I boet lägger honan upp till 1 500 ägg, som vaktas av hanen. Ynglen är pelagiska fram till hösten, då de flyttar in mot stränderna.

## Utbredning
Skärsnultran finns i östra Atlanten från Färöarna, runt Brittiska öarna, via mellersta Norge, Skagerack, Kattegatt, Östersjön fram till Bornholm, ner längs Europas västkust till Azorerna och Västafrika. Den går in i Medelhavet till Adriatiska havet. Arten leker i Sverige.

## Status
Skärsnultran förekommer ibland som bifångst under fiske på andra arter. Den säljs sedan på marknader. Populationen anses vara stabil. IUCN listar arten som livskraftig (LC).

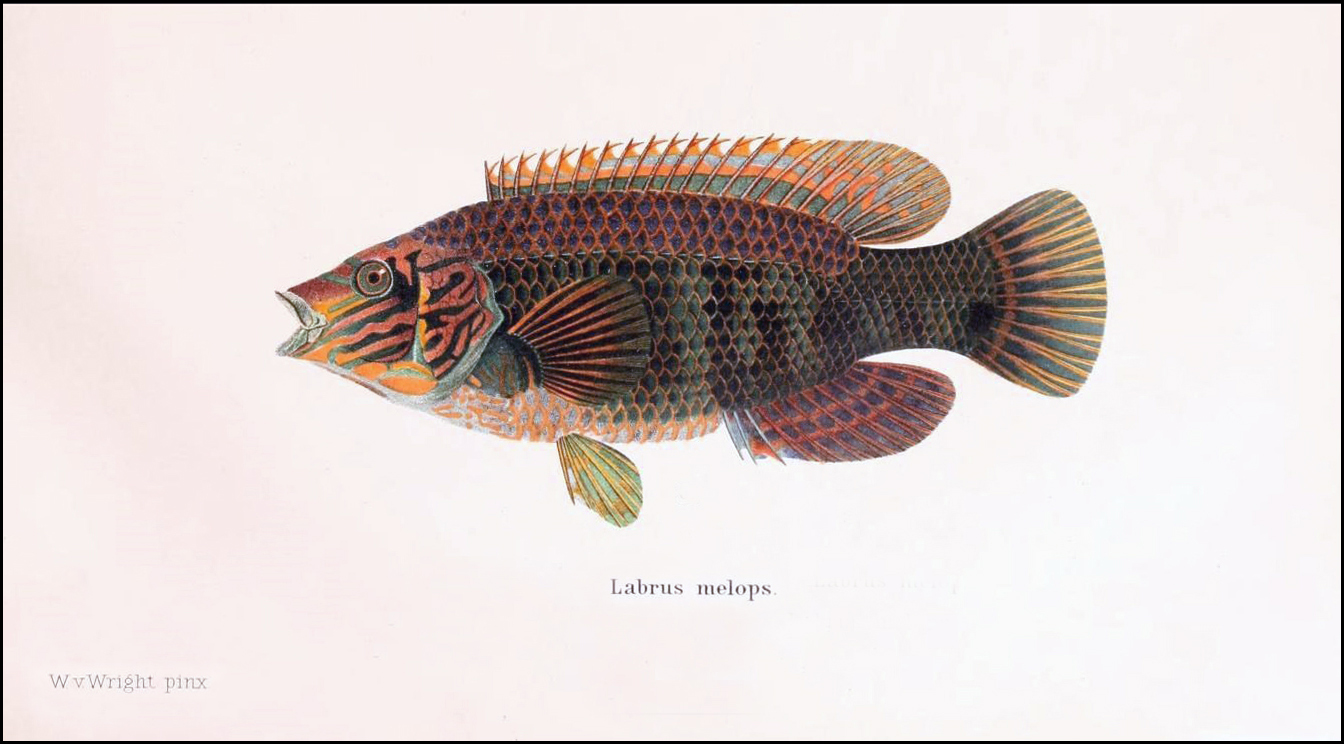
Skärsnultra av Wilhelm von Wright.